# Festival international de bande dessinée de Lausanne
Pour les articles homonymes, voir Festival de la bande dessinée.
 (octobre 2019).
 (janvier 2021).

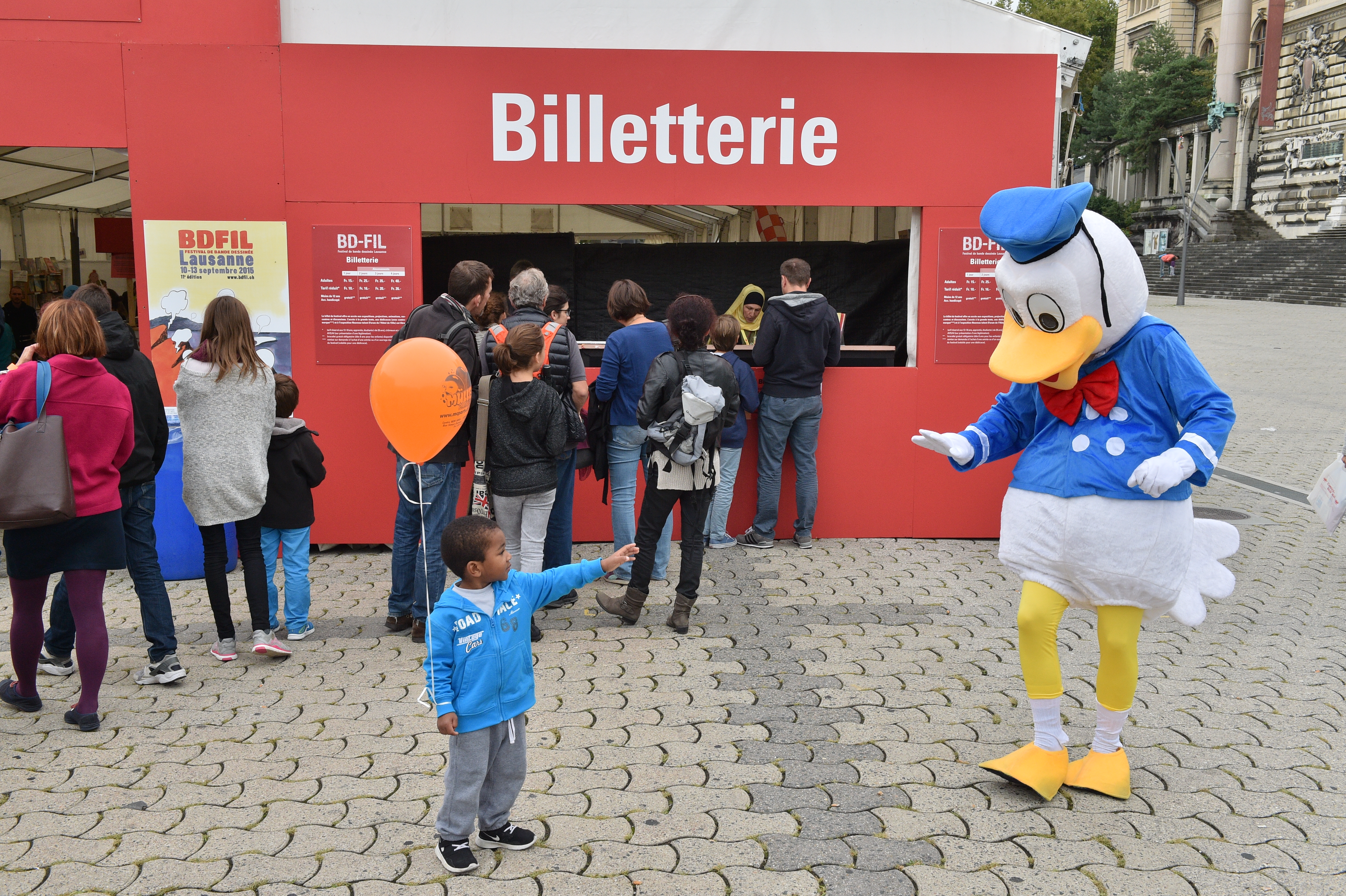

Le Festival international de bande dessinée de Lausanne (BDFIL) est un festival de bande dessinée organisé chaque année depuis 2005, généralement sur trois ou quatre jours. Depuis, le festival se déroule sur deux semaines, dont la première est surtout dédiée aux classes scolaires. Chacune de ses éditions accueille, en moyenne, 80 artistes (suisses et internationaux) et 30 000 visiteurs.

## Histoire
En 2004, le Festival de BD à Sierre, privé de subventions, se retrouve en faillite. Le Festival de bande dessinée de Lausanne ouvre sa première édition en 2005. Il est dirigé par Pierre-Alain Hug, ex-directeur du Festival de Sierre. Lausanne fait valoir « notamment le fonds BD possédé par sa bibliothèque municipale, le plus important du genre en Suisse », pour prendre le relai de Sierre. Il obtient un budget de 50 000 francs.
De sa deuxième édition et jusqu'à la dixième comprise, le festival est dirigé par Philippe Duvanel. En 2014, ce dernier passe le relais à Dominique Radrizzani.
Les quatre premières éditions de BDFIL se déroulent dans le quartier du Flon, au centre de Lausanne. En 2009, à la suite de la disparition quasi-totale de lieux disponibles au Flon, le festival se déplace dans le quartier de la Riponne. Les locaux désaffectés de l’ancien cinéma Romandie sont le cœur de l’organisation.
Lors de la dixième édition, une grande tente complète l'infrastructure du festival sur la place de la Riponne. Elle abrite l’accueil des dédicaces, la librairie et l'offre commerciale et para-commerciale du festival (bouquinistes, bar, etc.).
Les lieux du festival évoluent au fil des éditions, dans le périmètre immédiat de la Riponne. Le festival occupe l’Espace Arlaud en 2009, 2012, 2013 et 2014, ainsi que le MUDAC (pour l'exposition « Zep, le portrait dessiné », en coproduction avec le MUDAC, ainsi que « Le monde d'Hergé ») et le Musée historique de Lausanne en 2010 avec l'exposition patrimoniale « Black is beautiful » sur le thème du noir et blanc.
En 2011, BDFIL renouvelle sa collaboration avec le Musée historique de Lausanne en proposant dans ses murs une exposition sur le thème de la couleur directe (« La couleur dessinée » avec près de 150 planches originales). En 2012, une grande exposition sur la ligne claire est mise en place à l'Espace Arlaud avec plus de 300 originaux et reproductions. Cette présentation a attiré plus de 7 800 visiteurs sur ses deux semaines d'exploitation.
En 2014, le festival accueille Lewis Trondheim comme invité d'honneur et organise plusieurs expositions (à l'Espace Arlaud : « Les mondes de Gotlib », rétrospective élaborée par le musée d'art et d'histoire du Judaïsme de Paris, ou encore « Fragment », exposition consacrée à Emmanuel Lepage, etc.).
En 2015, pour la première édition sous la direction de Dominique Radrizzani, l'auteur français Blutch est à l'honneur. Cette même année, la création du festival Delémont'BD entraîne des tensions entre le BDFIL et le centre BD de Lausanne. En 2016, a lieu une rétrospective du Suisse romand Derib, créateur de Yakari. Une exposition est consacrée à l'autrice Catherine Meurisse, plus particulièrement centrée sur ses albums Le Pont des arts (2012) et La Légèreté (2016).
Une rétrospective est consacrée à l'artiste Anna Sommer en septembre 2017, tout comme à l'artiste lausannois Théophile-Alexandre Steinlen (1859-1923). En 2018, le festival choisit Dave McKean comme invité d'honneur, accompagné du Concombre masqué et d'Anouk Ricard.
Lors de la quinzième édition, en septembre 2019, l'affiche est signée par l'auteur suisse Alex Baladi.
Depuis 2022, la direction du festival est assurée par deux co-directrices, Gaëlle Kovaliv et Léonore Porchet. Dans l'édition de 2023, Pénélope Bagieu, autrice de Joséphine, est l'invitée d'honneur. Dans cette édition qui a lieu pour la première fois place de la Gare, se trouve une exposition dédiée à l'autrice. Le festival dure deux semaines.
BDFIL, par sa programmation, son budget et sa fréquentation, est un important rendez-vous suisse romand de bande dessinée et le deuxième festival BD après le Festival international de la bande dessinée d'Angoulême. Depuis plusieurs années, le festival est fréquenté par une moyenne de 30 000 à 35 000 visiteurs,,.

### Direction
- depuis juillet 2022 : Léonore Porchet et Gaëlle Kovaliv[11]

- 2014 - 2021 : Dominique Radrizzani[11]

- 2006 - 2014 : Philippe Duvanel[12],[13]

- 2005 - 2006 : Pierre-Alain Hug

## Organisation
Le BDFIL dure trois à quatre jours. À chacune de ses éditions, ce sont entre 8 et 10 expositions (majoritairement créées sur mesure) qui accueillent environ 80 artistes suisses et étrangers, une grande librairie ainsi que des stands de fanzines et de bouquinistes. Les artistes invités sont aussi là pour signer des dédicaces et discuter avec les lecteurs et lectrices. 

## Invités d’honneur
BDFIL accueille pour chacune de ses éditions un invité d’honneur. Cette personnalité réalise l’affiche du festival et une exposition originale lui est consacrée.
- Didier Tronchet, 1re édition, 2005 (exposition « L’univers pitoyable de Tronchet »)
- Christophe Bertschy, 2e édition, 2006 (exposition « Chez Nelson »)
- Cosey (Suisse), 3e édition, 2007 (exposition « Les lueurs du monde » et catalogue)
- André Juillard, 4e édition, 2008 (exposition « Destins-Dessins » et catalogue)
- Frederik Peeters, 5e édition, 2009 (exposition « Histoires naturelles » et catalogue)
- Zep, 6e édition, 2010 (exposition « Le portrait dessiné », exposition de longue durée, présentée au MUDAC, en coproduction avec le MUDAC, et catalogue)
- Loustal, 7e édition, 2011 (exposition « Chambres avec vue » et catalogue)
- Christophe Blain, 8e édition, 2012 (exposition « Odyssée(s) »)
- - Enrico Marini, 9e édition, 2013 (exposition « Inspirations-conspirations »)
- Lewis Trondheim, 10e édition, 2014 (exposition « Promenade à Trondheimland »)
- Blutch, 11e édition, 2015, (exposition « Rétrospective Blutch »)
- Derib, 12e édition, 2016, (exposition « Rétrospective Derib »)
- Anna Sommer, 13e édition, 2017
- Dave McKean, 14e édition, 2018
- Alex Baladi, 15e édition, 2019
- Jacques Tardi, 16e édition, 2020
- Pénélope Bagieu, 17ème édition, 2023
- Tom Tirabosco, 18e édition, 2024

## Expositions
BDFIL a, entre 2005 et 2018, réalisé plus d'une centaine d'expositions originales, monographiques ou thématiques.
À noter, plus particulièrement, les expositions réalisées pour chacun des invités d’honneur ; les expositions thématiques, telles que celles réalisées autour des héroïnes de séries de la bande dessinée franco-belges (« Femmes de bulles », 2008), du mariage du pop-up et de la bande dessinée (« Pop-up & Comics », 2009), du noir et blanc dans la bande dessinée mondiale (« Black is beautiful », 2010), de la couleur directe (« La couleur dessinée », 2011), de la ligne claire (« Les aventures de la ligne claire », 2012), des dessinateurs reporters (« Journalisme BD », 2011), des flip-books (2013), ou des expérimentations artistiques des années 1960-70 (« Flower Power? », 2016) ; ainsi que les expositions monographiques réalisées autour des œuvres de Blanquet (2006), Noyau (2006 et 2009), Hugo Pratt, Wazem et Camuncoli (2007), Matt Madden (2007), Thomas Ott (2008), Alex Baladi (2009), Tom Tirabosco et Wazem (2010), Manuele Fior (2010), Mathieu Berthod (2011), David Vandermeulen (2011), Hannes Binder (2012), Daniel Bosshart (2012), Grzegorz Rosiński, Roman Surzhenko et Gilulio De Vita (« Les Univers de Thorgal », 2013), Dimitri Planchon (2013), Brecht Vandenbourcke (2013), Matthias Picard (« Jim Curious », 2013), Emmanuel Lepage (« Fragment », 2014), Tébo (« Superhéros, slips & crottes de nez », 2014), Joe Sacco (« La grande guerre », 2014), Riad Sattouf (« L'arabe du futur », 2015), Mix & Remix, Noyau, Frédéric Pajak et Anna Sommer (« Les étoiles souterraines », 2015), Alex Baladi (« Les cow-boys et les indiens », 2015) ou Catherine Meurisse (« La légèreté », 2016), Tom Tirabosco (2024).

## La Revue Bédéphile
BDFIL lance sa revue Bédéphile lors de la 11e édition. Cette revue contient une grande section d'images ainsi que divers articles journalistiques, académiques ou amateurs. Ils concernent le projet de commande de l'année en question, les divers artistes dont le travail est exposé, ainsi qu'un chapitre contenant plusieurs enquêtes en rapport à la bande dessinée.
En 2018, le numéro 4 paraît au moment du festival avec plusieurs contributions consacrées à Dave McKean, Nikita Mandryka et Jacques Lob,,. En 2019, le numéro 5 paraît avec plusieurs contributions consacrées à Alex Baladi, Hélène Becquelin, JC Menu, Tif et Tondu, Lewis Trondheim, Zep.

## Récompenses décernées
À l’inverse d’autres festivals, BDFIL ne décerne pas de prix saluant des publications. Il organise néanmoins chaque année, et depuis sa création, un concours de bande dessinée intitulé Concours nouveau talent. Ce concours vise la promotion de nouveaux talents. Il est ouvert à toute personne âgée de plus de 15 ans n'ayant jamais été publiée. En moyenne 200 participants en provenance de 20 pays y prennent part chaque année. Leurs travaux sont présentés dans le cadre d'une exposition organisée aux dates du festival. Trois prix (1er, 2e et 3e prix) dotés de sommes en espèces sont décernés par un jury présidé par l'invité d'honneur du festival. Un prix du public, depuis 2007, est également décerné pendant le festival,.